# Gustaf Axel Schmiterlöw
Gustaf Axel Schmiterlöw, född 13 juni 1795 i Hälleberga församling, Kronobergs län, död 25 augusti 1855 i Gamleby, var en svensk kammarherre och militär.

## Biografi
Gustaf Axel Schmiterlöw föddes 1795 på Gullaskruv i Hälleberga socken. Han var son till överstelöjtnant Henning Christian Schmiterlöw och friherrinnan Anna Matilda Palbitzki. Schmiterlöw blev 20 oktober 1810 student vid Kungliga Akademien i Åbo och därefter vid Uppsala universitet. Han blev 9 mars 1813 fänrik vid första livgrenadjärregementet och 30 november 1819 löjtnant vid regementet. Schmiterlöw blev 1823 kammarherre och tog 11 maj 1824 avsked ur krigstjänsten. Han avled 1855 i Gamleby.

### Familj
Schmiterlöw gifte sig 6 september 1823 på Krokstad i By socken med Lovisa Magdalena Sofia Geijer (1803–1883), dotter till krigsrådet Per Adolf Geijer och greviinnan Anna Gustava Cronhielm af Flosta. De fick tillsammans barnen Lovisa Matilda Schmiterlöw (1824–1886), Amalia Georgina Maria Schmiterlöw (1825–1902), Emma Sofia Schmiterlöw (1828–1908) som var gift med kirurgen Per Johan Danielsson Aschan, Hilda Josefina Maria Schmiterlöw (1830–1835), Augusta Charlotta Schmiterlöw (1833–1888) och kaptenen Henning Vilhelm Schmiterlöw (1836–1894).